# Gijón Open 2022 - Qualificazioni singolare
Le qualificazioni del singolare del Gijón Open 2022 sono state un torneo di tennis preliminare per accedere alla fase finale della manifestazione. I vincitori dell'ultimo turno sono entrati di diritto nel tabellone principale. In caso di ritiro di uno o più giocatori aventi diritto a questi sono subentrati i lucky loser, ossia i giocatori che hanno perso nell'ultimo turno ma che avevano una classifica più alta rispetto agli altri partecipanti che avevano comunque perso nel turno finale.

## Teste di serie
1. Carlos Taberner (ultimo turno, lucky loser)
2. Manuel Guinard (qualificato)
3. Dimitar Kuzmanov (primo turno, ritirato)
4. Raul Brancaccio (primo turno)

1. Nicolás Álvarez Varona (qualificato)
2. Marco Trungelliti (qualificato)
3. Aleksej Vatutin (qualificato)
4. Nikolás Sánchez Izquierdo (ultimo turno)

## Qualificati
1. Aleksej Vatutin
2. Manuel Guinard

1. Nicolás Álvarez Varona
2. Marco Trungelliti

### Lucky loser
1. Carlos Taberner

## Tabellone

### Sezione 1
|  | Primo turno | Primo turno            | Primo turno            | Primo turno | Primo turno |  |  | Ultimo turno | Ultimo turno    | Ultimo turno    | Ultimo turno | Ultimo turno |  |
|  |             |                        |                        |             |             |  |  |              |                 |                 |              |              |  |
|  | 1           | Carlos Taberner        | 7                      | 6           | 7           |  |  |              |                 |                 |              |              |  |
|  |             | Filip Cristian Jianu   | 5                      | 7           | 65          |  |  | 1            | Carlos Taberner | Carlos Taberner | 2            | 2            |  |
|  | WC          | Alberto Barroso Campos | Alberto Barroso Campos | 3           | 4           |  |  | 7            | Aleksej Vatutin | Aleksej Vatutin | 6            | 6            |  |
|  | 7           | Aleksej Vatutin        | Aleksej Vatutin        | 6           | 6           |  |  |              |                 |                 |              |              |  |

### Sezione 2
|  | Primo turno | Primo turno               | Primo turno          | Primo turno | Primo turno |  |  | Ultimo turno | Ultimo turno              | Ultimo turno | Ultimo turno | Ultimo turno |  |
|  |             |                           |                      |             |             |  |  |              |                           |              |              |              |  |
|  | 2           | Manuel Guinard            | Manuel Guinard       | 6           | 6           |  |  |              |                           |              |              |              |  |
|  | Alt         | Eduard Esteve Lobato      | Eduard Esteve Lobato | 2           | 2           |  |  | 2            | Manuel Guinard            | 4            | 7            | 7            |  |
|  |             | Johan Nikles              | 2                    | 6           | 1           |  |  | 8            | Nikolás Sánchez Izquierdo | 6            | 5            | 5            |  |
|  | 8           | Nikolás Sánchez Izquierdo | 6                    | 1           | 6           |  |  |              |                           |              |              |              |  |

### Sezione 3
|  | Primo turno | Primo turno            | Primo turno      | Primo turno      | Primo turno |  |  | Ultimo turno | Ultimo turno           | Ultimo turno           | Ultimo turno | Ultimo turno |  |
|  |             |                        |                  |                  |             |  |  |              |                        |                        |              |              |  |
|  | 3           | Dimitar Kuzmanov       | Dimitar Kuzmanov | Dimitar Kuzmanov |             |  |  |              |                        |                        |              |              |  |
|  |             | Lorenzo Giustino       | Lorenzo Giustino | Lorenzo Giustino | w/o         |  |  |              | Lorenzo Giustino       | Lorenzo Giustino       | 2            | 2            |  |
|  |             | Oriol Roca Batalla     | 6                | 3                | 2           |  |  | 5            | Nicolás Álvarez Varona | Nicolás Álvarez Varona | 6            | 6            |  |
|  | 5           | Nicolás Álvarez Varona | 4                | 6                | 6           |  |  |              |                        |                        |              |              |  |

### Sezione 4
|  | Primo turno | Primo turno       | Primo turno       | Primo turno | Primo turno |  |  | Ultimo turno | Ultimo turno      | Ultimo turno      | Ultimo turno | Ultimo turno |  |
|  |             |                   |                   |             |             |  |  |              |                   |                   |              |              |  |
|  | 4           | Raul Brancaccio   | Raul Brancaccio   | 4           | 4           |  |  |              |                   |                   |              |              |  |
|  |             | Titouan Droguet   | Titouan Droguet   | 6           | 6           |  |  |              | Titouan Droguet   | Titouan Droguet   | 3            | 2            |  |
|  | WC          | Daniel Mérida     | Daniel Mérida     | 3           | 4           |  |  | 6            | Marco Trungelliti | Marco Trungelliti | 6            | 6            |  |
|  | 6           | Marco Trungelliti | Marco Trungelliti | 6           | 6           |  |  |              |                   |                   |              |              |  |